# Dąb Wilczek
Dąb Wilczek – mierzący w obwodzie 355 cm dąb szypułkowy rosnący w Wilczkowie na Dolnym Śląsku. Ma 21 metrów wysokości. Pomnik przyrody ustanowiony 21 grudnia 2004 roku.